# Droga wojewódzka nr 768
Droga wojewódzka nr 768 (DW768) – droga wojewódzka w województwach: świętokrzyskim i małopolskim o długości 93 km, łącząca DK78 w Piaskach k. Jędrzejowa (od 2020 r., po wybudowaniu południowej obwodnicy Jędrzejowa, jak również w latach 2005–2012, tj. przed wybudowaniem północnej obwodnicy Jędrzejowa, w latach 2013–2020 łączyła centrum Jędrzejowa, przed 2005 r., tj. przed oddaniem wschodniej obwodnicy, łączyła się z DK7 na rynku) z autostradą A4 i DK75 w Brzesku. Droga przebiega przez teren 5 powiatów: jędrzejowski, pińczowski, kazimierski, proszowicki i brzeski.
W 2002 roku pomiędzy miejscowościami Górka i Sokołowice firma Budimex-Dromex zbudowała na Wiśle most o stalowej konstrukcji blachownicowej, z 7 przęsłami, o długości 426 m i szerokości 12,20 m (proj. Tadeusz Wojciechowski).

## Ważniejsze miejscowości leżące przy trasie DW768
- Jędrzejów (S7, DK78) – obwodnica
- Węchadłów (DW766)
- Drożejowice (DW770)
- Skalbmierz (DW783)
- Kazimierza Wielka (DW776) – obwodnica
- Koszyce (DK79)
- Szczurowa (DW964)
- Niedzieliska (DW964)
- Mokrzyska
- Brzesko (A4, DK75, DK94)